# Чернолозцы
Черноло́зцы (укр. Чорнолізці) — село в Тысменицкой городской общине Ивано-Франковского района Ивано-Франковской области Украины.
Население по переписи 2001 года составляло 3097 человек. Занимает площадь 21,73 км². Почтовый индекс — 77471. Телефонный код — 03436.